# Satriale's Pork Store
Satriale's Pork Store fiktivni je lokal u HBO-ovoj televizijskoj seriji Obitelj Soprano. Kao što se spominje u seriji, lokal je tijekom sedamdesetih preuzeo Johnny Boy Soprano, član obitelji DiMeo, kad g. Satriale nije uspio otplatiti kockarske dugove i počinio samoubojstvo. Od tada je lokal postao stalno okupljalište članova ekipa Gualtieri i Soprano.

## Lokacija
Lokal je smješten na adresi 101 Kearny Avenue u Kearnyju. Iako u vlasništvu mafije, Satriale's vodi zakonit posao prodajući različite vrste mesa. Lokal je ujedno i kavana koja nudi peciva i espresso. Satriale's je temeljen na Sacco's Meat Market smještenom na 806 3rd Avenue u Elizabethownu, trgovini koja je bila paravan za kriminalno sjedište "Uncle Joe" Giacobbea, starog mafijaša iz obitelji DeCavalcante.

## Ključne scene
- Christopher Moltisanti u pozadini je trgovine ustrijelio svoju prvu žrtvu, Emila "E-Mail" Kolara.[3][4]
- Christopher doživljava noćnu moru o ubojstvu Kolara u Satriale'su.[5][6]
- Christopher i Furio Giunta riješavaju se tijela Richieja Aprilea uz pomoć pile za meso i mesarskih noževa.[7][8]
- Tony Soprano je svjedočio nasilnom sukobu između svoga oca i g. Satrialea, što je kasnije tog dana dovelo do njegova prvog napdaja panike.[9][10]
- "Big Pussy" Bonpensiero godinama se odijevao kao Djed Mraz i u lokalu darivao lokalnu djecu. Tijekom jednog Badnjaka Bonpensiero se napije i svojim ponašanjem razljuti djecu. Kasnije se otkriva da je tada nosio prisluškivač.[11][12]
- Tony i Ralph Cifaretto bivaju prisiljeni donijeti odluku o sudbini Jackieja Aprilea Jr.-a.[13][14]
- Finn DeTrolio otkriva Tonyju i drugim kapetanima i suradnicima da je prije dvije godine ugledao Vita kako u automobilu oralno zadovoljava čuvara gradilišta.[15][16]
- Silvio Dante i Carlo Gervasi ubijaju vojnika obitelji Lupertazzi Fat Doma Giamella nakon što ovaj zbije nekoliko šala o Vitovu ubojstvu i seksualnim preferencijama muškaraca iz New Jerseyja.[17][18]
- Agent Harris traži od Tonyja informacije o potencijalnim teroristima i upozorava ga o smrtnoj prijetnji od strane Phila Leotarda.[19][20]

## Produkcija
- U pilot-epizodi, Satriale's je bio poznat kao Centanni's Meat Market, stvarna mesnica u Elizabethu. Mesnica je trebala postati stalna lokacija, ali stvarni posao nije mogao trpiti zbog snimanja. Nakon što je seriju preuzeo HBO, producenti su iznajmili zgradu s izlogom u Kearnyju koja je od tada postala Satriale's.[21][22]
- U listopadu 2007. zgrada Satriale's je srušena kako bi se oslobodio prostor za kondominij nazvan "The Soprano". Dijelovi fasade prodaju se na internetu.[23]